# Fédération française du sport automobile
Die Fédération française du sport automobile (FFSA) ist der französische Dachverband für den Automobilsport. Die FFSA hat die nationale Sporthoheit in Frankreich.
Der Verband vertritt die nationalen Interessen in den Weltverbänden FIA und hat dort den Status eines ASN (franz.: Autorité Sportive Nationale, Träger der nationalen Sporthoheit). Entsprechend ist die FFSA für die Umsetzung und Überwachung der internationalen Vorschriften und Vergabe von Lizenzen zuständig und ist berechtigt, internationale FIA-Lizenzen für ihre nationalen Lizenznehmer auszustellen.

## Aufgaben
- Ausstellen von Lizenzen
- Veranstaltungskalender
- Genehmigung der Schaltungen
- Ausstellen von Veranstaltungsgenehmigungen
- Veranstaltungsüberwachung
- Organisation von Meisterschaften
- Mitgliedschaft in nationalen oder internationalen Organisationen
- Ausbildung und Fortbildung
- Umsetzung und Überwachung der Sporthoheit